# Unplugged...and Seated
Unplugged…and Seated – trzeci album koncertowy angielskiego piosenkarza Roda Stewarta. Wydany w 1993 roku przez wytwórnie płytową  Warner Bros. Records. Specjalna edycja kolekcjonerska została wydana w marcu 2009 roku. Wydawnictwo składa się z dwóch płyt. DVD zawiera 13 piosenek muzyka występującego dla telewizji MTV, podczas gdy CD obejmuje 17 utworów (m.in. „Gasoline Alley” i „Forever Young”, które nie znajdują się na wersji z 1993).

## Informacje o albumie
Album został nagrany 5 lutego 1993 roku w  Universal Studios w ramach serii MTV Unplugged. Koncert na  antenie odbył się 5 maja tego samego roku. To przedsięwzięcie połączyło po raz pierwszy po prawie dwudziestu latach  na scenie Roda Stewarta, z jego przyjacielem z The Faces, Ronniem Woodem. Na albumie znalazły się klasyki takie jak „Maggie May” czy „Stay with Me”, ale słuchacz także odkryje kilka nowych utworów takich jak „Having a Party” i „Highgate Shuffle”. 
Tytuł albumu pochodzi od małego dowcipu opowiedzianego przez Roda Stewarta podczas nagrania.

## Lista utworów
Wydanie CD
1. „Hot Legs” (Rod Stewart, Gary Grainger) – 4:25
• wersja studyjna wydana na albumie Foot Loose & Fancy Free
2. „Tonight's the Night” (Rod Stewart) – 4:04
• wersja studyjna wydana na albumie A Night on the Town
3. „Handbags and Gladrags” (Mike d'Abo) – 4:25
• wersja studyjna wydana na albumie An Old Raincoat Won't Ever Let You Down
4. „Cut across Shorty” (Wayne Walker, Marijohn Wilkin) – 4:58
• wersja studyjna wydana na albumie Gasoline Alley
5. „Every Picture Tells A Story” (Rod Stewart, Ron Wood) – 4:45
• wersja studyjna wydana na albumie Every Picture Tells a Story
6. „Maggie May” (Rod Stewart, Martin Quittenton) – 5:45
• wersja studyjna wydana na albumie Every Picture Tells a Story
7. „Reason to Believe” (Tim Hardin) – 4:07
• wersja studyjna wydana na albumie Every Picture Tells a Story
8. „People Get Ready” (Curtis Mayfield) – 4:59
• wersja studyjna wydana jako singiel z Jeff Beck
9. „Have I Told You Lately” (Van Morrison) – 4:08
• wersja studyjna wydana na albumie Vagabond Heart
10. „Tom Traubert's Blues (Waltzing Matilda)” (Tom Waits) – 4:40
• wersja studyjna wydana na albumie Lead Vocalist
11. „The First Cut Is the Deepest” (Cat Stevens) – 4:12
• wersja studyjna wydana na albumie A Night on the Town
12. „Mandolin Wind” (Rod Stewart) – 5:23
• wersja studyjna wydana na albumie Every Picture Tells a Story
13. „Highgate Shuffle” (arrangement by Stewart) – 3:54
14. „Stay with Me” (Rod Stewart, Wood) – 5:27
• wersja studyjna wydana na albumie A Nod Is as Good as a Wink...To a Blind Horse nagranego przez Faces
15. „Having A Party” (Sam Cooke) – 4:44
• wcześniej nie wydany
16. „Gasoline Alley” (Rod Stewart, Wood)
• wydany jako dodatkowy utwór na Unplugged…and Seated Collector’s Edition
• wersja studyjna wydana na albumie Gasoline Alley
17. „Forever Young” (Rod Stewart, Jim Cregan, Kevin Savigar)
• wydany jako dodatkowy utwór na Unplugged…and Seated Collector’s Edition
• wersja studyjna wydana na albumie Out of Order

Wydanie koncertowe
1. „Hot Legs”
2. „Tonight's the Night”
3. „It's All Over Now” (Bobby Womack, Shirley Womack
• wersja studyjna wydana na albumie  Gasoline Alley
4. „Reason to Believe”
5. „Cut Across Shorty”
6. „Highgate Shuffle”
7. „Every Picture Tells a Story”
8. „Maggie May”
9. „People Get Ready”
10. „Handbags And Gladrags”
11. „The Killing of Georgie (Part I and II)” (Rod Stewart)
• wersja studyjna wydana na albumie A Night on the Town
12. „Have I Told You Lately” (Van Morrison)
13. „Tom Traubert's Blues (Waltzing Matilda)”
14. „Forever Young” (Rod Stewart, Jim Cregan, Kevin Savigar)
• wersja studyjna wydana na albumie  Out of Order
15. „Gasoline Alley” (Rod Stewart, Wood)
• wersja studyjna wydana na albumie Gasoline Alley
16. „First Cut Is the Deepest”
17. „I Was Only Joking” (Rod Stewart, Grainger)
• wersja studyjna wydana na albumie Foot Loose & Fancy Free
18. „Mandolin Wind”
19. „Stay with Me”
20. „Sweet Little Rock 'n' Roller” (Chuck Berry)
• wersja studyjna wydana na albumie Smiler
21. „Having a Party”

## Pozycje na listach
Album osiągnął  poz. 2 w  Stanach Zjednoczonych i Wielkiej Brytanii i w 1994 roku został nagrodzony platyną. W dniu 13 listopada 1995 roku otrzymał potrójną platynę w USA.
| Rok  | Utwór                    | Miejsce                 |
| ---- | ------------------------ | ----------------------- |
| 1993 | „Reason to Believe”      | 51(UK) 19 (US) 79 (GER) |
| 1993 | „People Get Ready ”      | 45 (UK)                 |
| 1993 | „Having a Party”         | 23 (US)                 |
| 1993 | „Have I Told You Lately” | 5 (UK) 5 (US) 59 (GER)  |